# Chen Zhu (Mediziner)

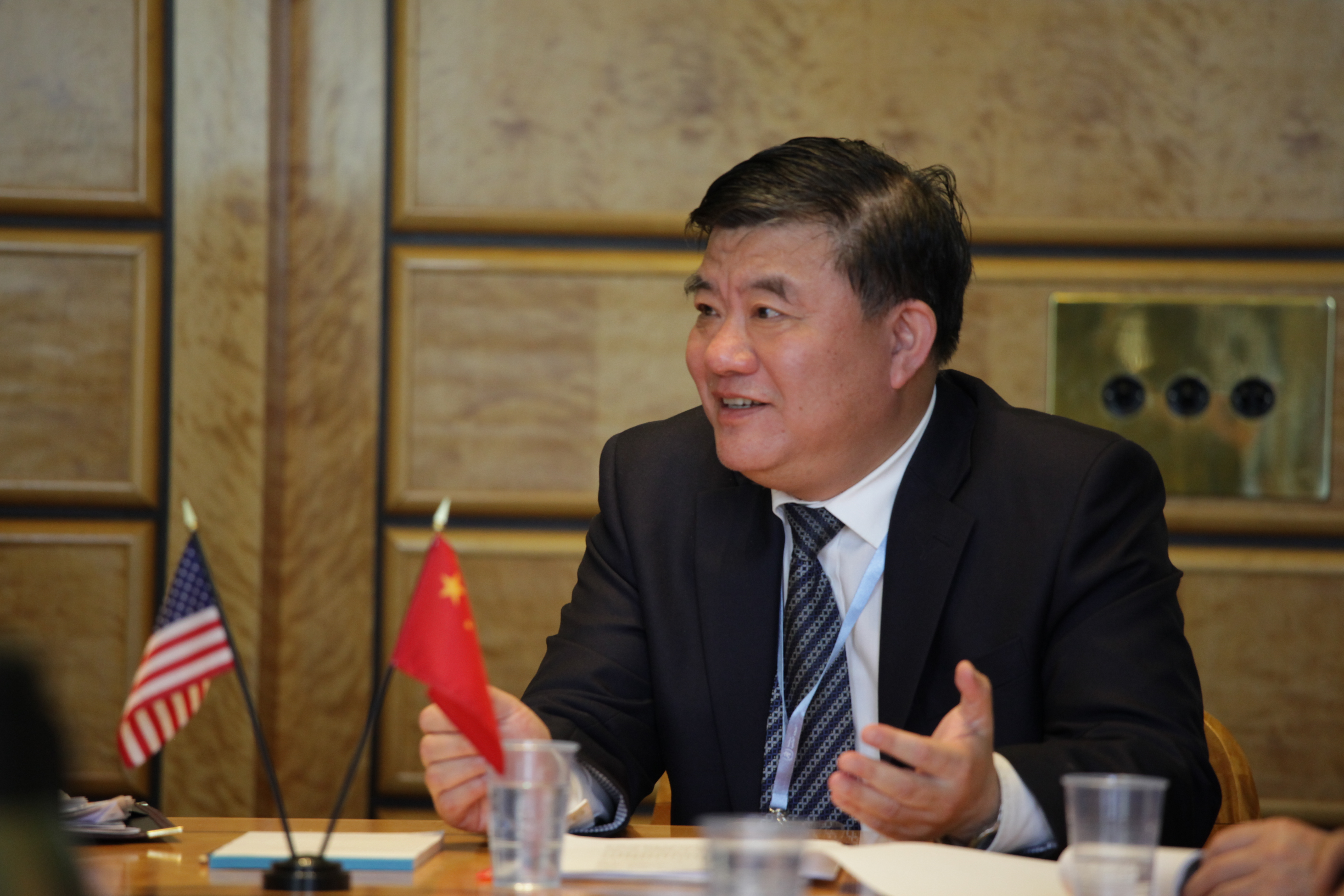
Chen Zhu (2011)

Chen Zhu (chinesisch 陈竺; * 17. August 1953 bei Shanghai) ist ein chinesischer Hämatologe, Molekularbiologe und ehemaliger Gesundheitsminister der Volksrepublik China. Er ist Vorsitzender der Chinesischen Demokratischen Partei der Bauern und Arbeiter und hält einen Lehrstuhl an der Schule für Medizin der Jiaotong-Universität in Shanghai.

## Biografie
Chen Zhu wurde am 17. August 1953 bei Shanghai geboren, die Heimatstadt seiner Vorfahren ist Zhenjiang in der Provinz Jiangsu. Im September 1981 erwarb er einen Master-Abschluss an der Jiaotong-Universität Shanghai. Nach seiner Promotion an der Universität Paris-Diderot absolvierte er seine ärztliche Weiterbildung und Post-Doktorat an seinem Universitätsklinikum.
Chen war Präsident des Instituts für Hämatologie und Generaldirektor des China Human Genome Center (Süd) in Shanghai. Im Jahr 2007 wurde er Vizepräsident der Chinesischen Akademie der Wissenschaften (CAS). Bis zum Jahr 2010 war er der einzige Minister der Volksrepublik China ohne Zugehörigkeit zur Kommunistischen Partei Chinas.
Mit seiner Frau Chen Saijuan, ebenfalls Studentin von Zhen-Yi Wang und Hämatologin, hat er einen Sohn.

## Ehrungen und Auszeichnungen
Neben einer Mitgliedschaft als Akademiker in der Chinesischen Akademie der Wissenschaften ist Chen ausländisches Mitglied der US-amerikanischen National Academy of Sciences, der französischen Akademie der Wissenschaften und des US-amerikanischen Institute of Medicine. Außerdem ist er Mitglied der Academy of Sciences for the Developing World und der Academia Europaea (2006). 2017 wurde er in die American Academy of Arts and Sciences gewählt.
Ihm wurde von der chinesischen Regierung der State Scientific and Technological Award verliehen. Er war erster nicht-französischer Gewinner des Prix de l’Qise der französischen La Ligue nationale contre le cancer.
Im Jahr 2002 erhielt er den Orden Ehrenlegion der französischen Regierung. 2005 wurde ihm der Ehrendoktor der Wissenschaft von der Universität Hongkong verliehen, 2006 der Prix International de l’INSERM, 2012 den Szent-Györgyi Prize, 2018 den Sjöberg Prize mit Anne Dejean und  Hugues de Thé für die Aufklärung der molekularen Mechanismen und Entwicklung einer „revolutionären Therapie“ (Laudatio) bei der seltenen Promyelozytenleukämie.